# Jeskyně Lipka

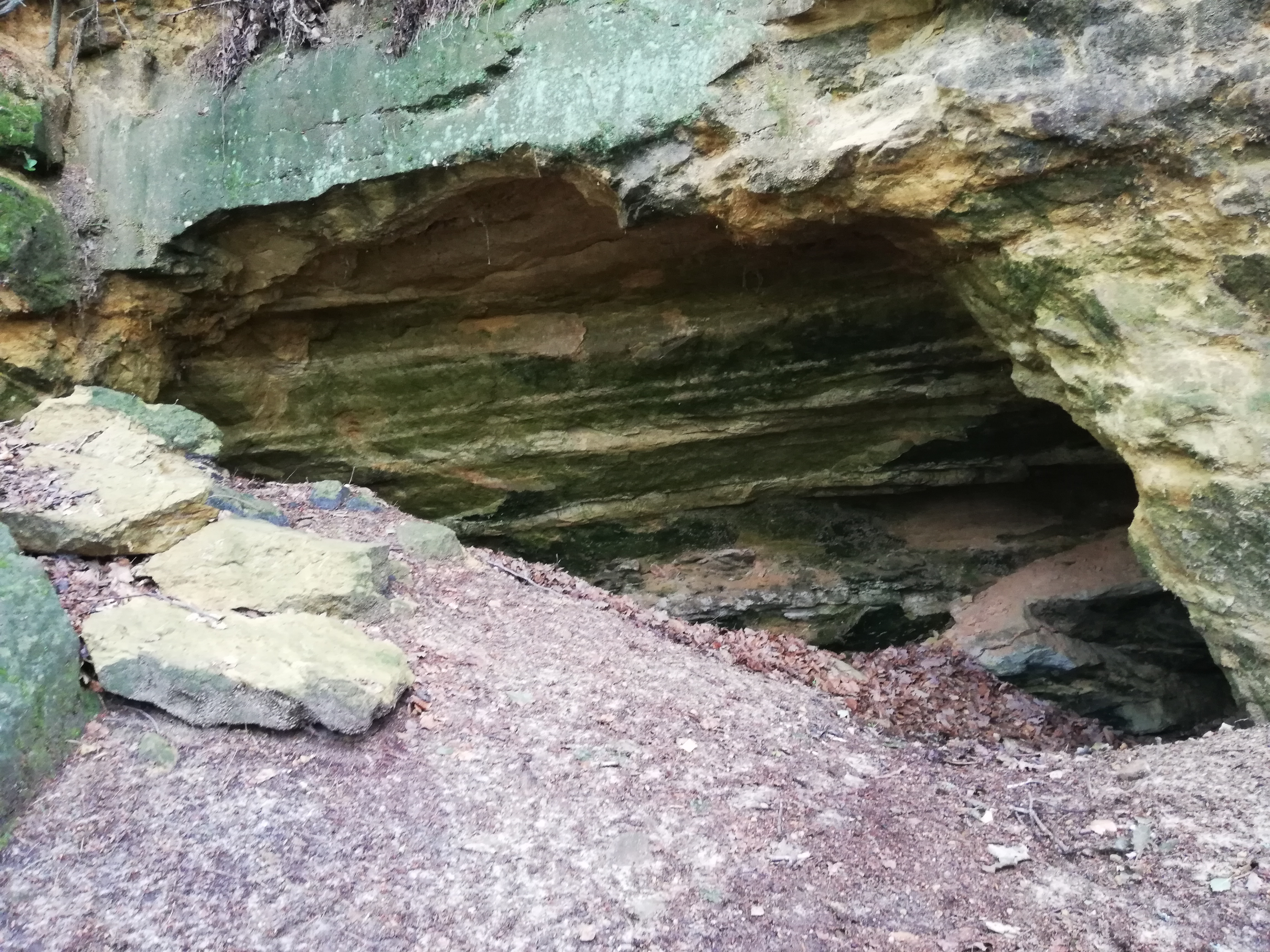
Vstup do jeskyně Lipka (léto 2020)

Jeskyně Lipka se nachází v okrese Česká Lípa v Libereckém kraji v nadmořské výšce asi 480 m přibližně v sedle mezi Šenovským vrchem (633 m n. m.) a vrchem Lipka (508 m n. m.) nad obcí Horní Prysk (asi 400 metrů vzdušnou čarou jihozápadně od obce) na modře značené turistické trase vedoucí z Horního Prysku do Dolního Prysku.

## Popis
Na jihovýchodním svahu čedičového vrchu Lipka (508 m n. m.) ve starém opuštěném lomu se nachází uměle vytvořená jeskyně Lipka, která původně sloužila k dobývání písku. Jeskyně byla asi 15 metrů dlouhá a 2 metry široká, ale po zřícení jejího stropu z ní vznikla jen jakási šikmo ukloněná chodba, která klesá pouze do hloubky asi 5 metrů.